# Puntas de Valdez
Puntas de Valdez – miasto w Urugwaju, w departamencie San José.